# Pseudaulacaspis megaloba
Pseudaulacaspis megaloba är en insektsart som först beskrevs av Green 1899. Pseudaulacaspis megaloba ingår i släktet Pseudaulacaspis och familjen pansarsköldlöss. Arten är känd från Indien, Sri Lanka och Thailand. Inga underarter finns listade i Catalogue of Life.